# Смит, Анджела
Анджела Смит, баронесса Смит Базилдонская (англ. Angela Smith, Baroness Smith of Basildon; род. 7 января 1959, Лондон) — британский политик, член Лейбористской партии, лидер Палаты лордов и лорд-хранитель Малой печати (с 2024). Теневой лидер Палаты лордов (2015—2024).

## Биография
В 1981 году получила степень бакалавра искусств по государственному управлению в школе бизнеса Лестерского политехнического колледжа, некоторое время работала бухгалтером-стажёром в совете лондонского боро Ньюэм, затем перешла в Лигу против жестокого спорта, где со временем возглавила службу общественных и политических связей.
В 1997 году избрана в Палату общин от Базилдона, войдя в число так называемых «красоток Блэра» — необычайно большого для того времени количества женщин, избранных в парламент по итогам триумфальных для лейбористов выборов 1997 года, занимала в правительстве Тони Блэра младшие министерские должности.
Занимала младшие министерские должности в правительстве Гордона Брауна (в частности, 8 июня 2009 года была назначена младшим министром по делам гражданского общества).
7 июля 2010 года была удостоена пожизненного пэрства с титулом баронессы Базилдонской.
15 сентября 2015 года Джереми Корбин завершил формирование своего теневого кабинета, в котором баронесса Базилдонская была назначена теневым лидером Палаты лордов.
6 апреля 2020 года сохранила должность при формировании теневого правительства Кира Стармера.
5 июля 2024 года получила портфель лидера Палаты лордов в лейбористском правительстве Стармера, сформированном после поражения консерваторов на парламентских выборах.